# تول برادرز
تول برادرز (انگلیسی: Toll Brothers) شرکت ساخت‌وساز آمریکایی است، که در سال ۱۹۶۷ توسط رابرت تول و بروس تول تأسیس شد.